# 愛宕村 (岩手県)
愛宕村（おだきむら）は、昭和30年（1955年）まで岩手県江刺郡にあった村。現在の奥州市江刺愛宕にあたる。

## 沿革
- 明治8年（1875年）10月17日 - 水沢県による村落統合にともない、高寺村・田谷村・二子町村が合併して愛宕村となる。
- 明治22年（1889年）4月1日 - 町村制施行にともない、愛宕村単独で村制施行。
- 昭和30年（1955年）2月10日 - 岩谷堂町・伊手村・稲瀬村・田原村・玉里村・広瀬村・藤里村・梁川村・米里村と合併し、江刺町となる。

## 行政
- 歴代村長

| 代     | 氏名       | 就任               | 退任                     | 備考 |
| ------ | ---------- | ------------------ | ------------------------ | ---- |
| 1〜3   | 斎藤忠兵衛 | 明治22年（1889年） |                          |      |
| 4〜6   | 佐々木信夫 | 明治32年（1892年） |                          |      |
| 7〜10  | 達下俊平   | 明治40年（1907年） |                          |      |
| 11〜14 | 小沢懐徳   | 大正8年（1919年）  |                          |      |
| 15     | 佐々木信夫 | 昭和6年（1931年）  |                          | 再任 |
| 16     | 石川良雄   | 昭和7年（1932年）  |                          |      |
| 17     | 高野俊治   | 昭和8年（1933年）  |                          |      |
| 18〜20 | 相原五郎   | 昭和9年（1934年）  |                          |      |
| 21〜22 | 達下鉄郎   | 昭和18年（1943年） |                          |      |
| 23     | 高橋一     | 昭和21年（1946年） |                          |      |
| 24〜25 | 高野俊治   | 昭和22年（1947年） | 昭和30年（1955年）2月9日 |      |